# Vereinigte Energiewerke AG
Die Vereinigte Energiewerke AG (VEAG) war ein deutsches Energieversorgungsunternehmen mit Sitz in Berlin.

## Geschichte
Aufgrund des sogenannten Stromvertrages vom 22. August 1990 zwischen der DDR-Regierung, der Treuhandanstalt und den großen westdeutschen Verbundunternehmen, Preussen-Elektra AG, Rheinisch-Westfälisches Elektrizitätswerk AG und Bayernwerk AG sowie den fünf kleinen Badenwerk, BEWAG, EVS, HEW und VEW wurde am 12. Dezember 1990 die Vereinigte Energiewerke AG als neues Verbundunternehmen von der Treuhandanstalt gegründet. In der VEAG wurden im Februar 1991 die ostdeutschen Kraftwerke, im Jahr zuvor aus dem VE Kombinat Braunkohlekraftwerke Jänschwalde in die Vereinigte Kraftwerks AG, Peitz umgewandelt, sowie das Verbundnetz, bestehend aus Verbundnetz Elektroenergie AG Berlin, die aus dem volkseigenen Kombinat Verbundnetze Energie und der staatlichen Hauptlastverteilung entstanden war, zusammengefasst.
Die Geschäftsbesorgung bei der VEAG erfolgte durch 
- die  Preussen-Elektra,
- die RWE und
- das Bayernwerk.

Im Jahr 1994 wurde die VEAG dann an ein Unternehmenkonsortium bestehend aus den sieben westdeutschen Energieversorgern für vier Milliarden DM verkauft. Die Unternehmen Preussen-Elektra, Rheinisch-Westfälisches Elektrizitätswerk und Bayernwerk waren daran mit 75 % beteiligt, 25 % bekam die EBH, eine Holding in Besitz von BEWAG, VEW, Badenwerk, EVS und HEW. Der Verkaufspreis betrug allerdings nur ungefähr eine Milliarde DM, da nicht betriebsnotwendiges Vermögen in Höhe von 3 Milliarden DM in die am 1. Januar 1994 von der Treuhandanstalt gegründete VEAG Vermögensverwaltungsgesellschaft mbH übergegangen war.
Aufgrund von Auflagen der Europäischen Kommission bezüglich der Fusion von VEBA (Preussen-Elektra) und VIAG (Bayernwerk) zur E.ON sowie des Bundeskartellamtes zur Verschmelzung von RWE und VEW mussten sich die Hauptanteilseigner von der VEAG trennen. Im Jahr 2001 erwarben schließlich die HEW, seit 2000 eine Tochtergesellschaft von Vattenfall, die Aktienmehrheit der VEAG. E.ON und RWE erzielten für ihre Anteile an der VEAG und der LAUBAG einen Erlös von 2,9 Milliarden DM. Im September 2002 wurde die VEAG zusammen mit den Unternehmen HEW, LAUBAG und BEWAG in der neuen Gesellschaft Vattenfall Europe verschmolzen.

## Kraftwerke der VEAG
- Braunkohlekraftwerk Hagenwerder
- Braunkohlekraftwerk Lübbenau
- Braunkohlekraftwerk Vetschau
- Braunkohlekraftwerk Jänschwalde
- Braunkohlekraftwerk Boxberg
- Braunkohlekraftwerk Lippendorf
- Braunkohlekraftwerk Schwarze Pumpe
- Steinkohlekraftwerk Rostock
- Gasturbinenkraftwerk Ahrensfelde
- Gasturbinenkraftwerk Thyrow
- Pumpspeicherwerke Goldisthal, Niederwartha, Markersbach, Hohenwarte, Wendefurth und Bleiloch
- Speicherkraftwerk Wisenta
- Laufwasserkraftwerk Eichicht und Burgkhammer
- Geothermiekraftwerk Neustadt-Glewe
- Stromrichterstation der HGÜ-Kontek in Bentwisch

## Zahlen
Die Stromerzeugung der VEAG erfolgte vor allem durch Verstromung von Braunkohle der LAUBAG. Im Jahr 1999 hatte die Gesellschaft eine Stromerzeugungskapazität von zirka 8600 MW, der Umsatz betrug 4,4 Milliarden DM. Ende des Jahres 1990 waren ungefähr 23.000 Mitarbeiter in dem Unternehmen beschäftigt, zehn Jahre später waren es noch 5400.